# Молуккское море
Молуккское море (индон. Laut Maluku) — межостровное море Тихого океана, окружённое Индонезийскими островами: Сулавеси на западе, Сула, Малуку и Молуккскими на юге, Сангихе, Минданао и Талауд на севере, Северное Малукку на востоке. Площадь Молуккского моря — 274 000 км². Средняя глубина — 1752 м. Глубочайшая впадина Молуккского моря — котловина Батьян. Её максимальная глубина — 4970 м. Регион Молуккского моря известен своей сейсмической активностью. Она связана с тем, что море расположено на небольшой плите, которая раздвигается в две противоположные стороны: на запад в сторону Евразийской плиты и на восток в сторону плиты Филиппинского моря.

## Расположение

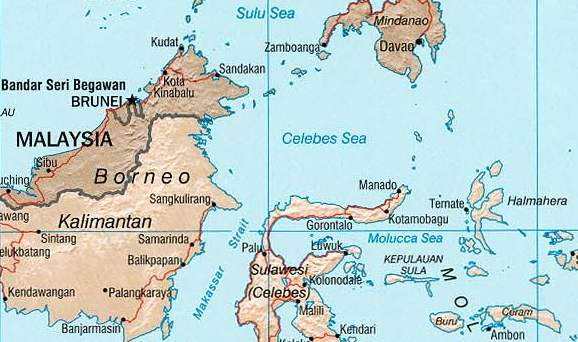
Море Сулавеси (Celebes sea), находящееся на северо-западе от Молуккского (Molucca sea).

Молуккское море граничит с морем Банда на юге и с морем Сулавеси на западе. Севернее находится Филиппинское море, восточнее — море Хальмахера. На западе море образует залив Томини, глубоко вдающийся в остров Сулавеси.
Северной границей моря считаются острова Талауд, несмотря на то, что Молуккская плита продолжается дальше на север.
Международная гидрографическая организация считает, что Молуккское море является одним из внутренних морей Ост-Индского архипелага.

## История
Название моря произошло от арабского слова «малуку», что значит «земля королей».
В XIV веке на эти земли высадились арабы.
Первыми европейцами, посетившими Молуккское море, были португальцы. Португальские поселения появились здесь в 1512 году. После этого на территории островов Молуккского моря, богатые пряностями, начали претендовать англичане, испанцы и голландцы. В результате на островах Молуккского моря установилось господство Испании.
В XVII веке Нидерландская Ост-Индская компания захватила эти земли.
В 1942—1945 годах территория Индонезии (в том числе Молуккского моря) была оккупирована Японией.

## Климат
Молуккское море расположено в экваториальном климатическом поясе. Экватор делит море на две части. Климат почти не меняется. Температура воздуха — 27—28 °C. Температура поверхностных вод — 27—28 °C. Солёность также почти не изменяется и составляет в среднем 34 ‰. Приливы неправильные, полусуточные, высотой около 2 метров.

## Сейсмическая активность
Молуккское море очень сейсмически активно. Это связано с тем, что оно расположено на плите Моллукского моря.
21 января 2007 в Молуккском море произошло землетрясение магнитудой 7,5. На карте указана точка его возникновения.